# Toy Story
Toy Story är en amerikansk datoranimerad komedifilm från 1995 i regi av John Lasseter. Den är gjord av filmbolaget Pixar och är filmhistoriens första helt 3D-animerade långfilm. Filmen hade biopremiär i USA den 22 november 1995. Den har fått tre uppföljare, Toy Story 2 (1999), Toy Story 3 (2010) och Toy Story 4 (2019).

## Handling
När ingen ser på lever leksakerna ett hemligt liv, och cowboyleksaken Woody (Tom Hanks) är sedan länge barnet Andys favoritleksak. En dag får Andy Buzz Lightyear (Tim Allen) i födelsedagspresent, en leksak som är övertygad om att han är en tvättäkta rymdjägare. Andy har plötsligt fått en ny favoritleksak och Woody kan inte acceptera sin nya plats i rangordningen, som näst bäst.
Under ett bråk råkar Woody av misstag putta ut Buzz genom fönstret. De andra leksakerna ser Woody som en mördare och han blir tvungen att rädda Buzz och ta med honom upp till rummet igen. Vägen hem blir dock betydligt mer komplicerad än vad både Woody och Buzz räknat med, då de hamnar hos det destruktiva grannbarnet Sid, som har förkärlek till att tortera leksaker och planer på att skicka upp Buzz i skyn med en fyrverkeripjäs.

## Om filmen
Filmen är regisserad av John Lasseter som även skrev filmens manus tillsammans med Pete Docter, Andrew Stanton, och Joe Ranft. Sången "You've Got a Friend In Me" (Jag är din bäste vän i svensk version) med Randy Newman blev en hit och finns med i alla fyra Toy Story-filmerna.

## Rollista (i urval)
| Roll            | Originalröst      | Svensk röst          |
| --------------- | ----------------- | -------------------- |
| Woody           | Tom Hanks         | Björn Skifs          |
| Buzz Lightyear  | Tim Allen         | Fredrik Dolk         |
| Mr. Potato Head | Don Rickles       | Thomas Engelbrektson |
| Andy Davis      | John Morris       | Gabriel Odenhammar   |
| Slinky Dog      | Jim Varney        | Rune Ek              |
| Rex             | Wallace Shawn     | Stefan Frelander     |
| Hamm            | John Ratzenberger | Olli Markenros       |
| Bo Peep         | Annie Potts       | Lena Ericsson        |
| Sid Phillips    | Erik von Detten   | Johan Halldén        |
| Hanna           | Sarah Freeman     | Therese Reuterswärd  |
| Sergeant        | R. Lee Ermey      | Mikael Roupé         |

- Regi – Mikael Roupé
- Översättning och sångtexter – Mikael Roupé, Lena Ericsson
- Kreativ Supervisor – Kirsten Saabye
- Svensk version producerad av Disney Character Voices International, Inc. och inspelad i Sun Studio, Köpenhamn och Eurotroll, Stockholm hösten 1995

## Musik i filmen
- You've Got a Friend in Me / Jag är Din Bästa Vän, skriven av Randy Newman (svensk översättning och sång Mikael Roupé), sjungs av Randy Newman och Lyle Lovett
- Strange Things / Det är Något Märkligt Som Sker, skriven, producerad och framförd av Randy Newman (svensk översättning och sång Mikael Roupé)
- I Will Go Sailing No More / Jag Ska Aldrig Flyga Igen, skriven, producerad och framförd Randy Newman (svensk översättning och sång Mikael Roupé)

### Fotnoter
1. ↑  ”Toy Story” (på engelska). Box Office Mojo. 22 november 1995. http://www.boxofficemojo.com/movies/?id=toystory.htm. Läst 2 oktober 2016.
2. ↑  ”Toy Story”. Disneyania. 2 mars 1995. http://www.d-zine.se/filmer/toystory.htm. Läst 20 augusti 2016.
3. ↑  ”Toy Story (1995) - IMDb”. https://www.imdb.com/title/tt0114709/fullcredits/?ref_=tt_cl_sm. Läst 4 november 2024.
4. ↑  ”Toy Story (1995)”. Svensk Filmdatabas. https://www.svenskfilmdatabas.se/sv/item/?type=film&itemid=22397. Läst 20 december 2022.